# 폴라 레이먼드

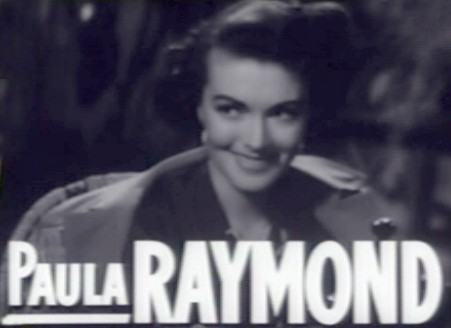

폴라 레이먼드(Paula Raymond, 1924년 11월 23일 ~ 2003년 12월 31일)는 미국의 배우이다.
본명은 폴라 러모나 라이트(Paula Ramona Wright)다. 샌프란시스코에서 태어났으며 웨스트할리우드에서 사망하였다. 사인은 호흡 부전이다.

## 영화
- 원죄적 본능 2 (1994년)
- 드라큐라 성의 피 (1969년)
- 0011 나폴레옹 솔로 - 대돌파 (1965년)
- 플라이트 댓 디스어피어드 (1961년)
- 선셋 77번가 (1958년)
- 페리 메이슨 (1957년)
- 샤도우 (1954년)
- 심해에서 온 괴물 (1953년)
- 텍사스 카니발 (1951년)
- 그라운드 포 매리지 (1951년)
- 톨 타겟 (1951년)
- 지옥문을 열어라 (1950년) - 오리 마스터스 역
- 아이다호의 공작부인 (1950년)
- 위기 (1950년)
- 이스트 사이드, 웨스트 사이드 (1949년)
- 홀리데이 어페어 (1949년)
- 아담의 갈빗대 (1949년)
- 버라이어티 걸 (1947년)